# Akihiro Ienaga
Akihiro Ienaga (Nagaokakyo, Japó, 13 de juny de 1986), conegut com a Aki, és un futbolista japonès que juga al RCD Mallorca.

## Trajectòria
Ienaga inicià la seva carrera a les categories inferiors del Gamba Osaka, un dels principals clubs de la lliga japonesa de futbol. Va pujar al primer equip el 2004, ajudant al club a aconseguir el seu primer títol de lliga l'any següent. Ienaga fou cedit durant tota la temporada 2007 a un altre equip japonès, l'Oita Trinita. Ienaga va debutar com a internacional, inicialment com a suplent, a la victòria per 2-0 del Japó contra el Perú al març de 2007. En desembre de 2008, va fitxar pel club anglès Plymouth Argyle, després de diversos judicis. El Plymouth va intentar renovar el jugador el gener de 2009, però se li va negar el permís de treball pel que es van veure obligats a desistir. El desembre de 2010, signà amb el RCD Mallorca un contracte de cinc anys, marcant el seu primer gol per al club al partit a casa contra el Sevilla el 9 d'abril de 2011.

## Estadístiques

### Club
A 17 d'abril de 2011
| Club          | Temporada     | Lliga   | Lliga | Copa    | Copa | Copa de la lliga | Copa de la lliga | Champions League | Champions League | Altres1 | Altres1 | Total   | Total |
| Club          | Temporada     | Partits | Gols  | Partits | Gols | Partits          | Gols             | Partits          | Gols             | Partits | Gols    | Partits | Gols  |
| ------------- | ------------- | ------- | ----- | ------- | ---- | ---------------- | ---------------- | ---------------- | ---------------- | ------- | ------- | ------- | ----- |
| Gamba Osaka   | 2004          | 8       | 1     | 2       | 0    | 3                | 0                | -                | -                | -       | -       | 13      | 1     |
| Gamba Osaka   | 2005          | 24      | 0     | 3       | 0    | 5                | 1                | -                | -                | -       | -       | 32      | 1     |
| Gamba Osaka   | 2006          | 28      | 2     | 4       | 2    | 2                | 0                | 6                | 1                | 3       | 0       | 43      | 5     |
| Gamba Osaka   | 2007          | 27      | 2     | 3       | 0    | 7                | 1                | -                | -                | -       | -       | 37      | 3     |
| Gamba Osaka   | Total         | 87      | 5     | 12      | 2    | 17               | 2                | 6                | 1                | 3       | 0       | 125     | 12    |
| Oita Trinita  | 2008          | 4       | 0     | 1       | 0    | 0                | 0                | -                | -                | -       | -       | 5       | 0     |
| Oita Trinita  | 2009          | 26      | 1     | 1       | 0    | 6                | 2                | -                | -                | 3       | 0       | 36      | 3     |
| Oita Trinita  | Total         | 30      | 1     | 2       | 0    | 6                | 2                | -                | -                | 3       | 0       | 44      | 3     |
| Cerezo Osaka  | 2010          | 31      | 4     | 3       | 0    | 6                | 0                | -                | -                | -       | -       | 40      | 4     |
| Cerezo Osaka  | Total         | 31      | 4     | 3       | 0    | 6                | 0                | -                | -                | -       | -       | 40      | 4     |
| RCD Mallorca  | 2010–11       | 9       | 1     | -       | -    | -                | -                | -                | -                | -       | -       | 9       | 1     |
| RCD Mallorca  | Total         | 9       | 1     | -       | -    | -                | -                | -                | -                | -       | -       | 9       | 1     |
| Total carrera | Total carrera | 157     | 11    | 17      | 2    | 29               | 4                | 6                | 1                | 6       | 0       | 218     | 20    |

¹Inclou altres competicions, com la Supercopa, A3 Champions Cup, Suruga Bank Championship i Pan-Pacific Championship.

### Selecció
| Selecció    | Any | Partits | Gols |
| ----------- | --- | ------- | ---- |
| Japó sub-20 |     |         |      |
| 2005        | 4   | 0       |      |
| Total       | 4   | 0       |      |
| Japó sub-23 |     |         |      |
| 2006        | 1   | 0       |      |
| 2007        | 9   | 1       |      |
| Total       | 10  | 1       |      |
| Japó        |     |         |      |
| 2007        | 1   | 0       |      |
| Total       | 1   | 0       |      |

### Gols amb la selecció

#### Sub-23
| #  | Data               | Estadi                   | Rival | Gol | Resultat final | Competició                    |
| -- | ------------------ | ------------------------ | ----- | --- | -------------- | ----------------------------- |
| 1. | 28 de març de 2007 | Estadi Olímpic de Tòquio | Síria | 1–0 | 3–0            | Classificació Olimpíades 2008 |

### Participacions en competicions internacionals
| Equip | Competició                             | Categoria | Partits | Partits | Gols | Resultat equip     |
| Equip | Competició                             | Categoria | Start   | Sub     | Gols | Resultat equip     |
| ----- | -------------------------------------- | --------- | ------- | ------- | ---- | ------------------ |
| Japó  | Copa del Món de Futbol Juvenil de 2005 | Sub-20    | 4       | 0       | 0    | Eliminat a setzens |
| Japó  | Classificació Olimpíades 2008          | Sub-22    | 6       | 3       | 1    | Classificat        |